# プブリウス・セルウィリウス・プリスクス・ストルクトゥス
プブリウス・セルウィリウス・プリスクス・ストルクトゥス（ラテン語: Publius Servilius Priscus Structus、生没年不詳）は、パトリキ（貴族）出身の共和政ローマ初期の政務官。紀元前495年に執政官（コンスル）を務めた。

## 執政官
パトリキであるセルウィリウス氏族の出身で、紀元前495年にアッピウス・クラウディウス・サビヌス・インレギッレンシスと共に執政官に就任。氏族としては最初の執政官であった。
執政官としてストルクトゥスは軍を率い、ウォルスキ族領へ侵攻した。不意を突かれたウォルスキは人質を差し出したため一旦は軍を退いたものの、すぐにウォルスキはヘルニキ族やラティウム同盟に使者を立て援軍を求めた。しかしラティウムはレギッルス湖畔の戦いで敗北したばかりであり、その使者をローマに差し出したため、ローマでは彼らとの同盟を前向きに検討する事となる (紀元前493年にカッシウス条約が締結される)。その後侵攻してきたウォルスキに対してストルクトゥスはローマ近くで勝利し、さらにはウォルスキ都市スエッサ・ポエティア（en）を占領・略奪した。
紀元前495年の末、ストルクトゥスはポストゥミウス・レギッレンシスと共にローマ領に侵攻してきたサビニを追い出したものの、続いてはアウルンキ（en）に宣戦布告される。しかしストルクトゥスはアリキア（現在のアリッチャ）近くで大勝利を収めた。彼は凱旋式の挙行を求めたが、同僚のアッピウス・クラウディウスがこれに反対し元老院の許可が得られなかった。彼はディオニュシオスによればローマ人には珍しい傲慢さでもってカンプス・マルティウスに人々を集めてその非を訴え、支持を得て凱旋式を行ったというが、凱旋式のファスティには記録されていない。

## 内政問題
ウォルスキ侵攻の前後、ストルクトゥスは過酷な債務に苦しむプレブス（平民）の怒りを解決する問題に関与することとなった。ティトゥス・リウィウスによると、二人の執政官の内、ストルクトゥスは穏健な解決を、インレギッレンシスは厳しい処置を求めた。ストルクトゥスがプレブスに共感をもっていたのに対し、ストルクトゥスはこの状況に嫌悪感を持っていた。
元老院での議論では、市民の債務を帳消しにすることを提唱した。ウォルスキ侵攻の脅威がより近づくと、元老院は兵役につく市民を確保するために、より穏健な策を提唱していたストルクトゥスを選んだ。ストルクトゥスは軍を編成するにあたって、市民に対して元老院が市民の懸念を解消する策を考慮中であることを伝えたが、しかしこの議論はウォルスキの侵攻で中断された。ストルクトゥスはローマの共通の敵に立ち向かうため、一時的に苦情を横に置くよう依頼した。さらに、兵役に付くローマ市民は債務のために鎖につながれる牢に入れられることもなく、さらに出征中に財産を処分されたり子や孫が逮捕されることも無いとの告示を発した。逮捕されていた債務者は直ちに解放されて軍に入隊した。続いて人々はフォルム・ロマヌムに集まって軍務に服する宣誓を行った。この後直ちに、ストルクトゥスは軍を率いてウォルスキ軍に向かった。
しかしウォルスキに勝利した軍がローマに戻ると、ストルクトゥスの約束は果たされず、同僚執政官のインレギッレンシスは債務に関するさらに厳しい処置を求めたため、パトリキとプレブス間の緊張が再燃した。元老院はインレギッレンシスを支持し、市民の怒りは約束を果たせなかったストルクトゥスにも向かった。ストルクトゥスはパトリキ・プレブス双方から嫌われて孤立し、単に執政官の一人としてバランスのためだけに残ることとなった。
この頃、商業の神であるメルクリウス神殿が完成したが、執政官のどちらが献納を行うかを決定することができなかった。元老院はこの決定を民会に委ねることとし、執政官のどちらが選ばれても、穀物の配給や商人ギルドの設立などの業務を行うこと、また神祇官の立会のもとで祭祀を行うことを伝えた。しかし民会は元老院・執政官双方を侮辱するかのように、筆頭ケントゥリオのマルクス・ラエトリスウスという人物を選んだ。これにはアッピウスと元老院も激怒して一触即発となり、人々は徴兵拒否で応えた。アッピウスはストルクトゥスの事を民衆に迎合して債務の審理も徴兵もしない裏切り者と非難している。

## 家族
ストルクトゥスは紀元前476年の執政官スプリウス・セルウィリウス・ストルクトゥスの父で、紀元前463年の執政官プブリウス・セルウィリウス・プリスクスの祖父と思われる。

## 参考資料
- ティトゥス・リウィウス『ローマ建国史』
- ハリカルナッソスのディオニュシオス『ローマ古代誌』
- T. R. S. Broughton (1951). The Magistrates of the Roman Republic Vol.1. American Philological Association